# Национални паркови Србије
Национални парк је заштићено подручје са већим бројем разноврсних природних екосистема од националног значаја, истакнутих предеоних одлика и културног наслеђа у коме човек живи усклађено са природом, намењено очувању постојећих природних вредности и ресурса, укупне предеоне, геолошке и биолошке разноврсности, као и задовољењу научних, образовних, духовних, естетских, културних, туристичких, здравствено-рекреативних потреба и осталих активности у складу са начелима заштите природе и одрживог развоја.
Национални паркови подразумевају један од највиших облика заштите животне средине. Заштита природе у Србији има дугу традицију. Први писани траг о томе се налази у Душановом законику (члан 123.) из 14. века, где се дефинише могућност и забрањује прекомерна сеча шума у тадашњем Српском царству. Својим укупним вредностима данас национални паркови надилазе границе Србије и укључени су у Европску федерацију националних паркова - EUROPARC.

## Национални паркови
У Србији има пет националних паркова, док су два у поступку заштите.
| ИД   | Слика | Назив                          | Општине/Градови                                                                         | Рег. | Локација                                                      | Прогл. | Површ. (ha\|ac\|m2) | ИУЦН катег. | Напомена           |
| ---- | ----- | ------------------------------ | --------------------------------------------------------------------------------------- | ---- | ------------------------------------------------------------- | ------ | ------------------- | ----------- | ------------------ |
| НП01 |       | Национални парк Ђердап         | Мајданпек, Кладово, Голубац                                                             | ЈИС  | 44° 33′ 06″ С; 21° 57′ 49″ И / 44.5518° С; 21.9637° И         | 1974.  | 63.786\|48          | II          |                    |
| НП02 |       | Национални парк Шар-планина    | Штрпце, Призрен, Сува Река, Качаник                                                     | КМ   | 42° 11′ 58″ С; 20° 56′ 49″ И / 42.19939606° С; 20.9468385° И  | 1986.  | 22.805\|43          | II          |                    |
| НП03 |       | Национални парк Фрушка гора    | Бачка Паланка, Беочин, Инђија, Ириг, Сремска Митровица, Сремски Карловци, Шид, Нови Сад | В    | 45° 09′ 49″ С; 19° 45′ 25″ И / 45.16353842° С; 19.75688513° И | 1960.  | 26.672\|00          | II          |                    |
| НП04 |       | Национални парк Тара           | Бајина Башта                                                                            | ШЗС  | 43° 54′ 05″ С; 19° 27′ 09″ И / 43.90148652° С; 19.45253344° И | 1981.  | 24.991\|82          | II          |                    |
| НП05 |       | Национални парк Копаоник       | Рашка, Брус                                                                             | ШЗС  | 43° 18′ 52″ С; 20° 48′ 47″ И / 43.314462° С; 20.81316443° И   | 1981.  | 11.969\|04          | II          |                    |
| НП06 |       | Национални парк Стара планина  | Пирот, Зајечар, Књажевац, Димитровград                                                  | ЈИС  | 43° 26′ 04″ С; 22° 31′ 29″ И / 43.43432324° С; 22.52461701° И |        | 120.908\|20\|96     | II          | у поступку заштите |
| НП07 |       | Национални парк Кучај-Бељаница | Деспотовац, Жагубица, Бор, Бољевац                                                      | ЈИС  | 44° 05′ 14″ С; 21° 46′ 57″ И / 44.08721574° С; 21.78242937° И |        | 45.371\|62\|00      | II          | у поступку заштите |

### Национални парк Фрушка гора
Национални парк Фрушка гора је основан 1960. године. Налази се на северозападу Србије, у Панонској низији. Фрушка гора је дугачка 75 km, а широка од 13 до 15 km. Међу њене највеће вредности се убрајају листопадне шуме китњака, граба и букве, као и фрагменти степске вегетације. Што се тиче културно-историјске вредности, у овом парку се налази 17 манастира који потичу с краја XV и почетка 16. века. Због значајне улоге ових манастира у развоју и очувању културе, писмености и духовности српског народа, Фрушку гору су често називали Српска Света гора.

### Национални парк Ђердап
Основан је 1974. године. Највеће природне вредности су мешовите листопадне шуме које чине орах, мечја леска, копривић и буква, као и шибљаци јоргована. Такође, кречњачке литице представљају станиште ретким биљкама, а речни ток Дунава је станиште ретким рибама: јесетре и моруне. У оквиру овог парка се налази и Лепенски Вир, археолошко налазиште. Ђердап је највећи национални парк Србије.

### Национални парк Тара
Највеће природне вредности овог парка основаног 1981. су шуме панчићеве оморике, прашуме букве, јеле и смрче, као и тресава окружена поменутом шумом панчићеве оморике.

### Национални парк Копаоник
Као и Тара и овај национални парк је основан 1981. године. Његово богатство чине мешовите шуме смрче, јеле, букве и јавора, где се посебно издвајају старе шуме смрче („балканска тајга“), субалпијске заједнице патуљасте смрче и полегле клеке, као и кречњачке литице које су станиште ретких биљака попут рунолиста. Такође су и тресаве станиште ретких врста.

### Национални парк Шар-планина
Основан је 1986. године. Највеће вредности Шар-планине су очуване шуме молике и мунике, али и мешовите листопадне шуме које представљају станиште балканског риса. Ту су и жбунасте заједнице бора кривуља, а високопланински региони и серпентински камењари су станишта ретких биљака. На Шари се налазе и леднички циркови са глацијалним језерима.

## Национални паркови у поступку заштите
Национални парк је у поступку заштите када заводи за заштиту природе доставе студију заштите надлежном органу и када Министарство заштите животне средине обавести јавност о поступку покретања заштите природног подручја на интернет страници Министарства. Тренутно су у поступку заштите два национална парка, Кучај-Бељаница и Стара планина, а док се не донесе акт о проглашењу они се сматрају заштићеним и примењују се мере прописане у студији заштите.
| Слика | Име                            | Година покретања поступка | Површина у | Локација                                                              |
| ----- | ------------------------------ | ------------------------- | ---------- | --------------------------------------------------------------------- |
|       | Национални парк Кучај-Бељаница | 2022.                     | 45.372     | Национални паркови Србије на карти Србије · Национални паркови Србије |
|       | Национални парк Стара планина  | 2022.                     | 120.908    | Национални паркови Србије на карти Србије · Национални паркови Србије |